# Кадарићи (Вареш)
Кадарићи су насељено мјесто у општини Вареш, Босна и Херцеговина.

## Становништво
|             | 2013.        | 1991.         |
| Укупно      | 118 (100,0%) | 201 (100,0%)  |
| Бошњаци     | 116 (98,31%) | 161 (80,10%)1 |
| Босанци     | 2 (1,695%)   | –             |
| Срби        | –            | 36 (17,91%)   |
| Југословени | –            | 4 (1,990%)    |
| Хрвати      | –            | 0 (0,000%)    |

1. 1 На пописима од 1971. до 1991. Бошњаци су пописивани углавном као Муслимани.